# 1975 في العراق
القوائم التالية للأحداث التي حدثت خلال عام 1975 في العراق.

## في المنصب
- الرئيس: أحمد حسن البكر
- رئيس الوزراء: أحمد حسن البكر
- نائب الرئيس: صدام حسين
- نائب الرئيس: طه محيي الدين معروف

## الأحداث
- تأسيس برج الزوراء في بغداد.

### مارس
- 1 مارس - اختطف ثلاثة مسلحين أكراد طائرة تابعة للخطوط الجوية العراقية، بعد وقت قصير من إقلاعها من الموصل إلى بغداد وعلى متنها 93 شخصا. طالب المختطفون (أحمد حسن وطه النعيمي وفوض القيطان) بالإفراج عن 85 سجيناً سياسياً كردياً وأن يحصلوا على خمسة ملايين دولار، وأن يتم نقلهم جواً إلى إيران. بعد أن هبطت الطائرة اضطرارياً في طهران على مدرج مسدود، نشبت معركة بالأسلحة النارية بين حراس الأمن العراقيين الموجودين على متن الطائرة من جهة والمسلحين من جهة. قُتل أحد الركاب وأصيب عشرة آخرون، بمن فيهم أحمد حسن، الذي توفي متأثراً بجراحه. أُعدم التميمي والقيطان بعد شهر على أيدي فرقة إطلاق نار في إيران.[1]
- 6 مارس - أعلنت إيران والعراق تسويةً في النزاع الحدودي بينهما في اجتماع لدول أوبك في الجزائر العاصمة. قام شاه إيران بالتوقيع نيابة عن بلده، بينما مثل العراق صدام حسين، نائب الرئيس أحمد حسن البكر. أشرف على الاجتماع الرئيس الجزائري هواري بومدين. وافق العراق على إسقاط المطالبات إلى نصف شط العرب، في حين وافقت إيران على عدم تزويد الانفصاليين الأكراد بالأسلحة في شمال العراق.[2]

### يونيو
- 1 يونيو - تأسيس حزب الاتحاد الوطني الكردستاني.

## أحداث رياضية
- تأسيس نادي صلاح الدين الرياضي لكرة القدم.

## مواليد
- عبد الوهاب أبو الهيل، لاعب كرة قدم عراقي.
- أحمد السوداني، رسام أمريكي من أصل عراقي.
- جاسم سوادي، لاعب كرة قدم عراقي.
- حازم قاسم، مترجم عراقي.
- حيدر الزاملي، سياسي عراقي.
- دون هاني، ممثل أسترالي من أصل عراقي.
- سليم بيرقدار، ممثل تركي من أصل عراقي.
- علي التميمي، سياسي عراقي.
- علي مانع عطية سلمان، سياسي عراقي.
- علي وهيب شنين، لاعب كرة قدم عراقي.
- محمد الحلبوسي، سياسي عراقي.
- مناف الراوي، والي بغداد في تنظيم دولة العراق الإسلامية.
- مهند الغريري، أحد أعيان بغداد.
- مهند مهدي الندوي، لاعب كرة قدم عراقي.
- نادية سليمان، طبيبة نفسانية من أصل عراقي.
- ناظم الصافي، عالم دين عراقي.
- نصير العيساوي، سياسي عراقي.
- وفاء الشذر، مصممة أزياء.

## وفيات
- إدمون صبري، كاتب مسرحي عراقي.
- برهان الدين باش أعيان، شاعر عراقي.
- سعدي إبراهيم، سياسي واقتصادي ووزير مالية عراقي.
- شمعون الثالث والعشرون إيشاي، رجل دين عراقي.
- صبيحة الشيخ داود، حقوقية ومؤرخة عراقية.
- عبد المهدي مطر، فقيه وأستاذ جامعي وكاتب عراقي.
- عبد الواحد المظفر، رجل دين وشاعر عراقي.
- محمد هادي الميلاني، عالم دين عراقي.